# Пентаплатинатриторий
Пентаплатинатриторий — бинарное неорганическое соединение, интерметаллид
платины и тория
с формулой Th3Pt5,
кристаллы.

## Получение
- Сплавление стехиометрических количеств чистых веществ:

{\displaystyle {\mathsf {5Pt+3Th\ {\xrightarrow {1500^{o}C}}\ Th_{3}Pt_{5}}}}

## Физические свойства
Пентаплатинатриторий образует кристаллы
гексагональной сингонии,
пространственная группа P 62m,
параметры ячейки a = 0,7162 нм, c = 0,3908 нм, Z = 1,
структура типа пентапалладийтритория Th3Pd5
.
Соединение конгруэнтно плавится при температуре >1500 °C.